# جوزيف فون هالبان
جوزيف فون هالبان (بالألمانية: Josef von Halban)‏‏ (10 أكتوبر 1870 في فيينا - 23 أبريل 1937 في فيينا) طبيب التوليد والنساء، وطبيب توليد، وأستاذ جامعي من النمسا.